# Vacarisses
Vacarisses è un comune spagnolo di 3 173 abitanti situato nella comunità autonoma della Catalogna.